# Diecezja Waranasi
Diecezja Waranasi – diecezja rzymskokatolicka w Indiach, utworzona w 1946 jako prefektura apostolska Gorakhpur, w 1958 przemianowana na prefekturę Benares-Gorakhpur, w 1970 podniesiona do rangi diecezji.
Diecezja składa się z ośmiu dystryktów: Waranasi, Azamgarh, Ballia, Bhadohi, Chandauli, Ghazipur, Jaunpur i Mau.

## Ordynariusze[2]
- Joseph Emil Malenfant † (1946–1970), OFM Cap.
- Patrick Paul D’Souza † (1970–2007)
- Raphy Manjaly (2007–2013)
- Eugene Joseph – od 2013 jako administrator diecezjalny, a od 2015 jako ordynariusz[3]